# Le Mesnil-Hardray
Le Mesnil-Hardray ist eine Ortschaft und eine Commune déléguée in der französischen Gemeinde Le Val-Doré mit 69 Einwohnern (Stand: 1. Januar 2019) im Département Eure in der Region Normandie. Die Einwohner werden Mesnilais und Mesnilaises genannt.
Zum 1. Januar 2018 wurden die Gemeinden Le Mesnil-Hardray, Le Fresne und Orvaux zur Gemeinde (Commune nouvelle) Le Val-Doré zusammengeschlossen. Le Mesnil-Hardray ist eine Commune déléguée innerhalb der neuen Gemeinde. Die Gemeinde Le Mesnil-Hardray gehörte zum Arrondissement Évreux und zum Kanton Conches-en-Ouche sowie zum Gemeindeverband Pays de Conches.

## Geografie
Le Mesnil-Hardray liegt etwa 15 Kilometer südwestlich von Évreux.

## Bevölkerungsentwicklung
| Jahr      | 1962 | 1968 | 1975 | 1982 | 1990 | 1999 | 2006 | 2013 |
| Einwohner | 58   | 64   | 44   | 46   | 47   | 44   | 42   | 63   |

Quelle: INSEE

## Sehenswürdigkeiten
- Kirche Notre-Dame, seit 1953 Monument historique

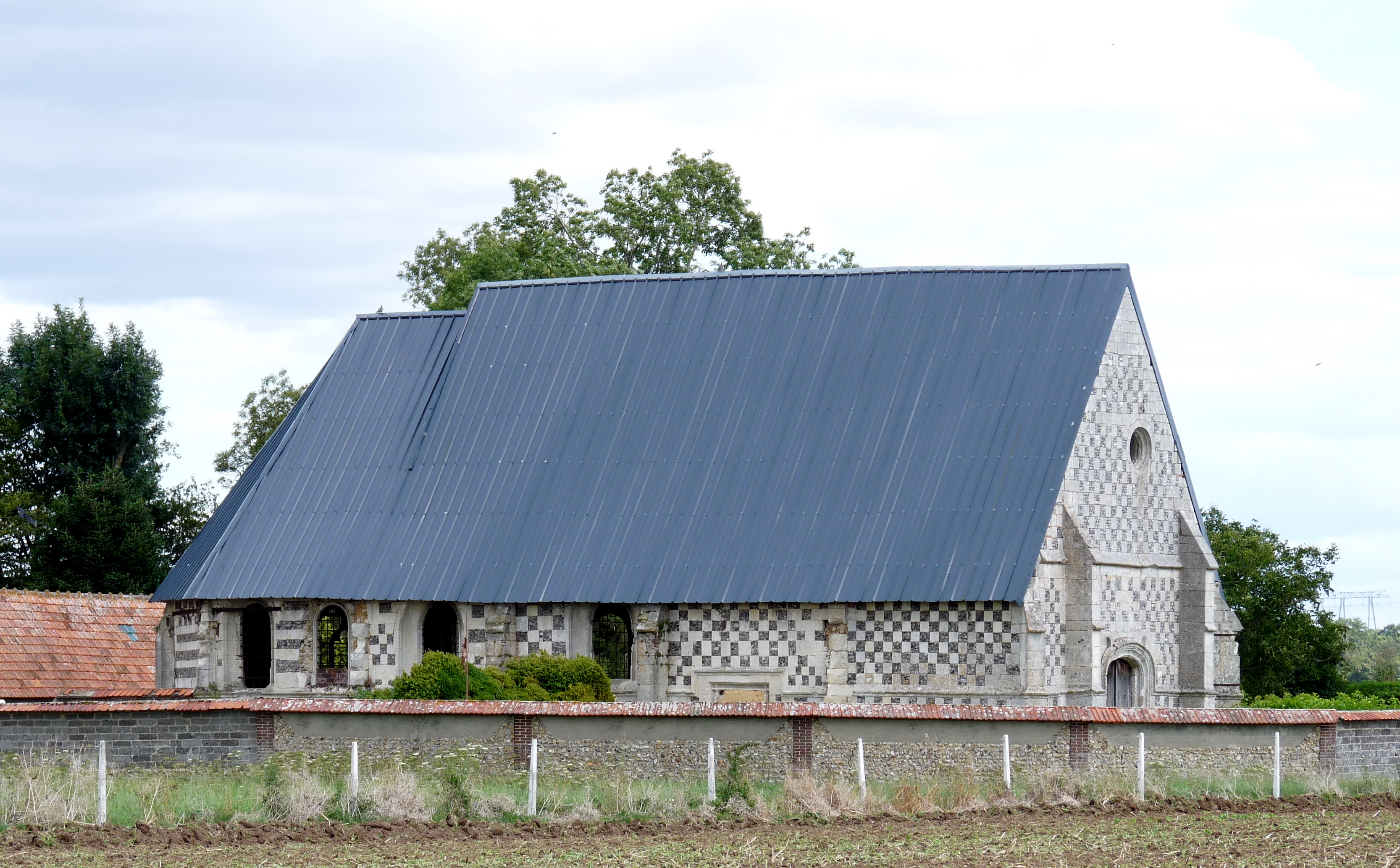
Kirche Notre-Dame